# Lacconectus nicolasi
Lacconectus nicolasi är en skalbaggsart som beskrevs av Michel Brancucci 1986. Lacconectus nicolasi ingår i släktet Lacconectus och familjen dykare. Inga underarter finns listade i Catalogue of Life.